# Archimandrita marmorata
Archimandrita marmorata är en kackerlacksart som först beskrevs av Stoll 1813.  Archimandrita marmorata ingår i släktet Archimandrita och familjen jättekackerlackor. Inga underarter finns listade i Catalogue of Life.

## Bildgalleri

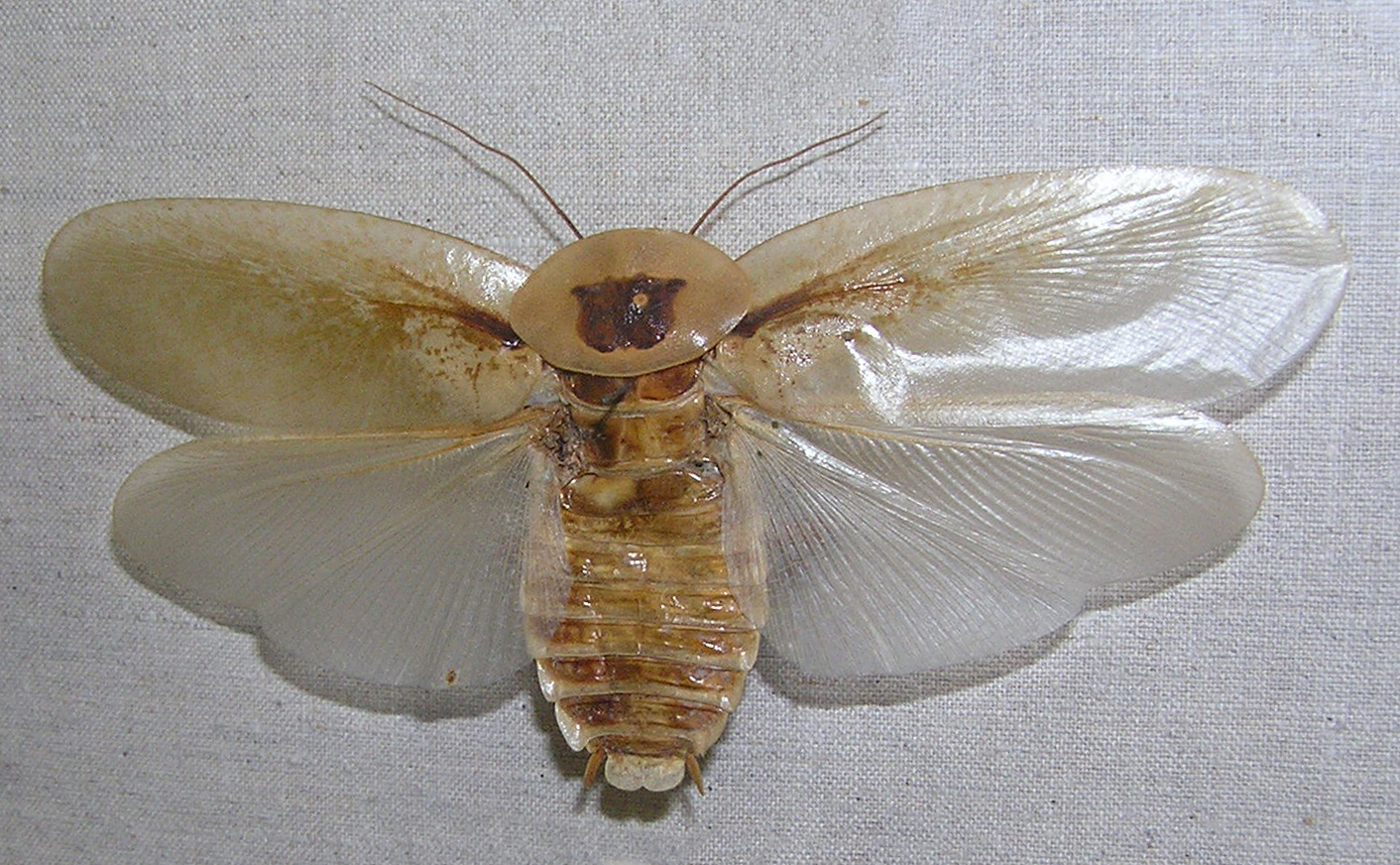